# Wendelin Weißheimer
Wendelin Weißheimer (Osthofen, 26 de febrer de 1838 - Núremberg, 16 de juny de 1910) fou un compositor alemany.
Alumne del Conservatori de Leipzig, el 1868 fou nomenat director d'orquestra del teatre de Würzburg; més tard exercí les mateixes funcions a Magúncia, es dedicà posteriorment a l'ensenyança i, per acabar, consagrà tota la seva activitat a la composició.
Les seves obres més principals són les òperes:
- Theodor Körner, (Múnic, 1872),
- Mesiter Martin und seine Gesellen, (Karlsruhe, 1879)

Així com l'escena Das Grab im, Busento, per a baix, cor d'homes i orquestra, i nombrosos lieder. a més, publicà:
- Erlebnisse mit Rich,
- Wagner, Fr, Liszt und vielen anderen Zeitgenossen nebst dieren Briefen, (1898).